# DigCompEdu

Logo della Commissione Europea

DigCompEdu (Digital Competence Framework for Educators) è il framework elaborato dalla Commissione Europea che definisce in sei aree le competenze digitali che un docente, ma anche più in generale chi operi nel settore dell'istruzione e dell'educazione, dovrebbe possedere, articolandole in 22 sottocompetenze.
Il DigCompEdu è un'articolazione del documento madre DigComp che definisce e declina le competenze digitali che consentono al cittadino europeo di esercitare pienamente la cittadinanza digitale.
Lo scopo della elaborazione del framework è guidare il docente alla acquisizione delle necessarie competenze digitali, che compaiono tra le otto competenze chiave per l'apprendimento permanente, così come individuate e definite nella Raccomandazione del Parlamento Europeo e del Consiglio nel 2006 e successivamente aggiornate nel 2018. Per lo stesso motivo il framework rappresenta anche una traccia da seguire per la proposta di percorsi formativi ad hoc per i docenti.
Rispondendo alle domande di un questionario di autovalutazione delle competenze relative alle sei aree del DigCompEdu, il docente si attribuisce un livello di competenza compreso tra A1 (novizio) fino a C2 (pioniere); i livelli di competenza sono sei e sono denominati con sigle composte da lettere e numeri, esattamente corrispondenti a quelle già utilizzate nel Quadro comune europeo di riferimento per la conoscenza delle lingue.